# クイーン・ロックス
『クイーン・ロックス』 (Queen Rocks) は、イギリスのロックバンド・クイーンが1997年に発表したアルバム。

## 解説
タイトルの通り、クイーンのロック的要素が強い曲を集めたベスト・アルバム。イギリスではCDのみならず、アナログ盤も発売されている。
本作のラストにはクイーン名義の新曲として「ノー・ワン・バット・ユー」が収録されている。なお、この楽曲は翌年にイギリス限定でシングル・カットされた。
選曲はメンバー自らによって行われた。ブライアン・メイ曰く、「ドライブには最も適している」との事。

## 収録曲
- 注釈のある曲はスタジオ盤と違うアレンジになっている。

| #         | タイトル                                                                                                   | 作詞・作曲             | 注釈       | 時間  |
| --------- | --- | ---------------------- | ---------- | ----- |
| 1.        | 「ウィ・ウィル・ロック・ユー」(We Will Rock You)                                                           | ブライアン・メイ       |            | 2:01  |
| 2.        | 「タイ・ユア・マザー・ダウン」(Tie Your Mother Down)                                                       | メイ                   | [ 注釈 1 ] | 3:45  |
| 3.        | 「アイ・ウォント・イット・オール」(I Want It All)                                                          | クイーン               | [ 注釈 2 ] | 4:31  |
| 4.        | 「輝ける7つの海」(Seven Seas Of Rhye)                                                                      | フレディ・マーキュリー |            | 2:45  |
| 5.        | 「アイ・キャント・リヴ・ウィズ・ユー (ニュー・ヴァージョン)」(I Can't Live With You (1997 'Rocks' Retake)) | クイーン               | [ 注釈 3 ] | 4:48  |
| 6.        | 「ハマー・トゥ・フォール」(Hammer To Fall)                                                                 | メイ                   |            | 4:23  |
| 7.        | 「ストーン・コールド・クレイジー」(Stone Cold Crazy)                                                       | クイーン               |            | 2:14  |
| 8.        | 「ナウ・アイム・ヒア」(Now I'm Here)                                                                       | メイ                   |            | 4:13  |
| 9.        | 「ファット・ボトムド・ガールズ」(Fat Bottomed Girls)                                                       | メイ                   |            | 4:16  |
| 10.       | 「炎のロックンロール」(Keep Yourself Alive)                                                                | メイ                   |            | 3:45  |
| 11.       | 「テア・イット・アップ」(Tear It Up)                                                                       | メイ                   |            | 3:25  |
| 12.       | 「ONE VISION-ひとつだけの世界-」(One Vision)                                                               | クイーン               |            | 5:09  |
| 13.       | 「シアー・ハート・アタック」(Sheer Heart Attack)                                                           | ロジャー・テイラー     |            | 3:25  |
| 14.       | 「アイム・イン・ラヴ・ウィズ・マイ・カー」(I'm In Love With My Car)                                        | テイラー               | [ 注釈 4 ] | 3:11  |
| 15.       | 「プット・アウト・ザ・ファイア」(Put Out The Fire)                                                         | メイ                   |            | 3:19  |
| 16.       | 「ヘッドロング」(Headlong)                                                                                 | クイーン               |            | 4:38  |
| 17.       | 「イッツ・レイト」(It's Late)                                                                              | クイーン               |            | 6:28  |
| 18.       | 「ノー・ワン・バット・ユー」(No-One but You (Only the Good Die Young))                                     | メイ                   |            | 4:14  |
| 合計時間: | 合計時間:                                                                                                  | 合計時間:              | 合計時間:  | 70:30 |

## パーソネル
- フレディ・マーキュリー - リード・ボーカル、バッキング・ボーカル、手拍子、足踏み、シンセサイザー、ピアノ、ハモンドオルガン（＃17以外）
- ブライアン・メイ - リード・ボーカル（＃17）、ブリッジ部分のボーカル（＃3、10）、ファルセット等のボーカル（＃14）、バッキング・ボーカル、エレクトリック・ギター、アコースティック・ギター、手拍子、足踏み、キーボード、ピアノ、シンセサイザー、サンプラー、ドラムマシン
- ロジャー・テイラー - リード・ボーカル（＃13、17）、ブリッジ部分のボーカル（＃10）、バッキング・ボーカル、ドラムス、電子ドラム、パーカッション、タンブリン、カウベル、手拍子、足踏み、リズムギター & ベース（＃12）
- ジョン・ディーコン - ベース（＃12）、手拍子、足踏み

外部ミュージシャン
- デヴィッド・リチャーズ（英語版） - キーボード（＃5）
- フレッド・マンデル（英語版） - シンセサイザー（＃6）